# Olof Stake
Olof Stake, född den 24 juli 1593 på Hönsäter i Österplana socken, Skaraborgs län, död den 21 november 1664 på Årnäs i Forshems socken, samma län, var en svensk militär och ämbetsman. Han var bror till Harald Stake och måg till Erik Ribbing.

## Biografi
Stake blev kornett vid Otto von Scheidings fana inom Västgöta ryttare 1613, hovjunkare 1614, ryttmästare för ett kompani av nämnda ryttare 1623 och överstelöjtnant för nio kompanier av samma ryttare 1629. Han introducerades 1625 på ättens vägnar under nummer 82, vilket sedan förändrades till 110. Stake blev överste för Adelsfanan 1633 och var landshövding i Värmland och på Dal 1639–1648. Han gravsattes i Forshems kyrka.